# Kärrspireblomvecklare
Kärrspireblomvecklare (Gynnidomorpha minimana) är en fjärilsart som först beskrevs av Caradja 1916.  Kärrspireblomvecklare ingår i släktet Gynnidomorpha, och familjen vecklare. Arten är reproducerande i Sverige.